# Càpsula (geometria)

Representació d'una càpsula

Una càpsula (del llatí capsula, «caixa petita o cofre»), o estadi de revolució, és una forma geomètrica tridimensional bàsica que consisteix en un cilindre amb extrems hemisfèrics. Un altre nom per a aquesta forma és esferocilindre.
La forma es fa servir per a recipients per a gasos pressuritzats i per càpsules farmacèutiques.

## Fórmules
El volum d'una càpsula es calcula sumant el volum dels dos hemisferis (una esfera de radi {\displaystyle r}) al volum de la part cilíndrica: {\textstyle V={\frac {4}{3}}\pi r^{3}+(\pi r^{2}a)}
Això se simplifica en la fórmula {\displaystyle V=\pi r^{2}\left({\frac {4}{3}}r+a\right)}
La fórmula de l'àrea de la superfície és {\displaystyle C=2\pi r(2r+a)}.